# Incendies
Incendies is een Canadese dramafilm uit 2010 onder regie van Denis Villeneuve. De film is gebaseerd op het gelijknamige toneelstuk uit 2003 van Wajdi Mouawad.

## Verhaal
Na de dood van hun moeder Nawal, een Arabische immigrante in Canada, ontmoeten Jeanne en haar tweelingbroer Simon de Frans-Canadese notaris Jean Lebel, de werkgever van hun moeder en vriend van de familie. Nawals testament vermeldt dat ze een belofte niet nakomt en waarin ze een grafsteen en kist weigert, tenzij Jeanne en Simon hun mysterieuze broer opsporen, van wie ze tot nu toe niet op de hoogte waren, en hun vader, van wie ze dachten dat hij overleden was. Nawal heeft twee brieven achtergelaten: één voor de vader van Jeanne en Simon, de andere voor hun broer. Jeanne accepteert de brief. Simon daarentegen, die ogenschijnlijk een moeizame relatie met Nawal en haar ongewone persoonlijkheid heeft gehad, aarzelt om met Jeanne mee te gaan in deze zoektocht.
Een reeks flashbacks onthult dat Nawal uit een christelijk-Arabische familie kwam in een onbekend Levantijns land, en dat ze verliefd werd op een vluchteling met de naam Wahab, wat resulteerde in haar zwangerschap. Haar familie vermoordt haar geliefde en schiet haar bijna dood uit eerwraak, maar haar grootmoeder spaart haar. Haar grootmoeder doet Nawal beloven het dorp te verlaten na de geboorte van haar baby en een nieuw leven te beginnen in de stad Daresh. De grootmoeder tatoeëert drie stippen op de achterkant van de hiel van de baby en stuurt hem naar een weeshuis.
Terwijl Nawal een paar jaar later studeert aan de universiteit van Daresh, breekt er een burgeroorlog en bijhorende oorlogsmisdaden uit, waarbij Nawal zich om mensenrechtenredenen tegen de oorlog verzet. Het weeshuis van haar zoon in Kfar Khout wordt verwoest door een moslimmilitant, Wallat Chamseddine, die hem bekeert tot een islamitische kindsoldaat. Nawal verlaat de stad om haar zoon te zoeken en stapt in een bus vol moslimvluchtelingen. Christelijke nationalisten schieten op de chauffeur en schieten op de bus vol passagiers, maar Nawal en een moeder met haar kind overleven de schietpartij. Terwijl de nationalisten zich voorbereiden om de bus in brand te steken, proberen de overlevenden naar achteren te ontsnappen. Nawal laat haar crucifix zien en vertelt de nationalisten dat ze christen is. Ze probeert het kind te redden door het als haar eigen kind op te eisen, maar het kind rent terug naar de brandende bus, roept haar moeder en wordt zonder pardon doodgeschoten. Nawal vindt haar weg terug naar de stad en sluit zich aan bij de moslimstrijders. Ze geeft les aan de zoon van een nationalistische leider en wint uiteindelijk genoeg vertrouwen om een pistool binnen te smokkelen om de leider neer te schieten. Ze wordt gevangengezet in de gevangenis van Kfar Ryat en zingt door het geschreeuw van andere gevangenen heen, wat haar de bijnaam "de vrouw die zingt" oplevert. Om haar te breken, wordt ze mishandeld en verkracht door de beul Abou Tarek, die haar achterlaat met de woorden: Zing nu. Enkele maanden later bevalt ze van de tweeling.
Nadat ze naar het geboorteland van haar moeder is gereisd, ontdekt Jeanne geleidelijk dit verleden en haalt Simon over om zich bij haar aan te sluiten. Met hulp van Lebel komen ze erachter dat hun broer Nihad de Mai heet (naar de maand waarin hij is geboren) en sporen ze Chamseddine op. Simon ontmoet hem en hij onthult dat de oorlogszuchtige Nihad door de nationalisten gevangen werd genomen, door hen is bekeerd en werd opgeleid tot martelaar en vervolgens naar Kfar Ryat is gestuurd, waar hij de naam Abou Tarek aannam. Hierdoor is Abou Tarek zowel hun halfbroer van moederskant als de vader van de tweeling. Beide brieven zijn dan ook aan dezelfde persoon gericht. Net als bij Nawal gaven Nihads superieuren hem na de oorlog een nieuw leven in Canada onder de naam Nahid Harmanni. Bij toeval ontmoette Nawal hem in een Canadees zwembad en zag zowel de tatoeage (die bewees dat hij haar zoon was) als zijn gezicht (wat bewees dat hij haar verkrachter was). De schok van de waarheid zorgde ervoor dat Nawal een beroerte kreeg, wat leidde tot haar achteruitgang en vroegtijdige dood op zestigjarige leeftijd.
De tweeling vindt Nihad in Canada en bezorgt Nawals brieven aan hem. Hij opent beiden. De eerste brief is aan hem gericht als de vader van de tweeling, de verkrachter, en is vol minachting opgesteld. De tweede brief is gericht aan de broer van de tweeling, en is geschreven met liefdevolle woorden. De brief zegt dat hij, als Nawals zoon, liefde verdient. Geschokt door de waarheid probeert Nihad de tweeling achterna te gaan, maar ze zijn verdwenen.
Nawal krijgt uiteindelijk haar grafsteen. Enige tijd later wordt deze bezocht door Nihad.

## Rolverdeling
| Acteur                    | Personage                                  |
| ------------------------- | ------------------------------------------ |
| Lubna Azabal              | Nawal Marwan                               |
| Mélissa Désormeaux-Poulin | Jeanne "Janaan" Marwan                     |
| Maxim Gaudette            | Simon "Sarwan" Marwan                      |
| Rémy Girard               | Jean Lebel                                 |
| Abdelghafour Elaaziz      | Abou Tarek / Nihad "Nihad de Mai" Harmanni |
| Allen Altman              | notaris Maddad                             |
| Allen Altman              | Wallat Chamseddine                         |
| Nabil Sawalha             | Fahim                                      |
| Baya Belal                | verpleegster Maïka                         |